# Ludlow (Kentucky)
Pour les articles homonymes, voir Ludlow (homonymie).
La ville de Ludlow est située dans le comté de Kenton, dans le Commonwealth du Kentucky, aux États-Unis. Sa population s’élevait à 4 407 habitants lors du recensement de 2010, estimée à 4 500 habitants en 2018.
Ludlow fait partie de l’agglomération de Cincinnati.

## Source
- (en) Cet article est partiellement ou en totalité issu de l’article de Wikipédia en anglais intitulé « Ludlow, Kentucky » (voir la liste des auteurs).

1. ↑  (en) « Population and Housing Unit Estimates » (consulté le 8 octobre 2019)
2. ↑  (en) « Census of Population and Housing », Census.gov (consulté le 4 juin 2015)